# Skelett (Kategorientheorie)
In der Kategorientheorie ist das Skelett einer Kategorie eine Unterkategorie, die keine überflüssigen Isomorphismen enthält. In einem gewissen Sinne ist das Skelett einer Kategorie die kleinste äquivalente Kategorie, die alle kategoriellen Eigenschaften beibehält. In der Tat sind zwei Kategorien genau dann äquivalent, wenn sie isomorphe Skelette besitzen.

## Definition
Ein Skelett für eine Kategorie {\displaystyle {\mathcal {C}}} ist eine volle, dichte Unterkategorie {\displaystyle {\mathcal {D}}}, in der je zwei (verschiedene) Objekte nicht isomorph sein dürfen. Das heißt im Einzelnen: Ein Skelett von {\displaystyle {\mathcal {C}}} ist eine Kategorie {\displaystyle {\mathcal {D}}}, so dass gilt:
- Jedes Objekt von {\displaystyle {\mathcal {D}}} ist ein Objekt von {\displaystyle {\mathcal {C}}}.
- Für jedes Objekt {\displaystyle d} von {\displaystyle {\mathcal {D}}} ist die {\displaystyle {\mathcal {D}}}-Identität von {\displaystyle d} zugleich die {\displaystyle {\mathcal {C}}}-Identität von {\displaystyle d}.
- Die Komposition in {\displaystyle {\mathcal {D}}} ist die Einschränkung der Komposition in {\displaystyle {\mathcal {C}}} auf die Morphismen von {\displaystyle {\mathcal {D}}}.
- Sind {\displaystyle d_{1}}, {\displaystyle d_{2}} beliebige Objekte von {\displaystyle {\mathcal {D}}}, so sind die {\displaystyle {\mathcal {C}}}-Morphismen von {\displaystyle d_{1}} nach {\displaystyle d_{2}} genau die {\displaystyle {\mathcal {D}}}-Morphismen von {\displaystyle d_{1}} nach {\displaystyle d_{2}}, in Formeln:

{\displaystyle \operatorname {Hom} _{D}(d_{1},d_{2})=\operatorname {Hom} _{C}(d_{1},d_{2})}
- Jedes {\displaystyle {\mathcal {C}}}-Objekt ist zu einem {\displaystyle {\mathcal {D}}}-Objekt isomorph.
- Je zwei verschiedene {\displaystyle {\mathcal {D}}}-Objekte sind nicht isomorph.

## Existenz und Eindeutigkeit
Grundlegend ist, dass jede Kategorie ein Skelett besitzt. (Diese Aussage ist zum Auswahlaxiom für Klassen äquivalent, wie es etwa die Neumann-Bernays-Gödel-Mengenlehre bereitstellt.) Wenn auch eine Kategorie mehrere verschiedene Skelette besitzen kann, sind sie jedoch als Kategorien isomorph. Also besitzt jede Kategorie bis auf Isomorphie ein eindeutiges Skelett.
Die Bedeutung von Skeletten rührt daher, dass sie (bis auf Isomorphie) kanonische Vertreter der Äquivalenzklassen bezüglich der Äquivalenz von Kategorien sind. Das ergibt sich daraus, dass jede Kategorie zu einem Skelett äquivalent ist, und dass zwei Kategorien genau dann äquivalent sind, wenn sie isomorphe Skelette besitzen.

## Beispiele
- Die Kategorie Set, bestehend aus allen Mengen und Abbildungen, hat die Unterkategorie der Kardinalzahlen als Skelett.
- Die Kategorie Vekt{\displaystyle K}, bestehend aus allen {\displaystyle K}-Vektorräumen und {\displaystyle K}-linearen Abbildungen für einen festen Körper {\displaystyle K}, hat die Unterkategorie als Skelett, die aus den {\displaystyle K^{n}} besteht, wobei {\displaystyle n} eine Kardinalzahl ist.
- Die Kategorie der Wohlordnungen hat die Unterkategorie der Ordinalzahlen als Skelett.